# Homosociální reprodukce
Homosociální reprodukce (nebo také homosocialita) je sociologický termín popisující vztahy osob stejného pohlaví bez jakéhokoli romantického či sexuálního podtextu.
Člověk je v tomto vztahu označován jako homosociál. Opak je pak heterosociál, což je osoba, která preferuje nesexuální vztahy s osobami opačného pohlaví.
Na základě studie z roku 1985, nazvané Stejno a různopohlavní přátelství a psychologie homosociality, jejíž autorkou je Suzanne M. Rose, můžeme vysledovat tendence lidí přátelit (družit) se s osobami stejného pohlaví. Výzkum probíhal na vzorku 90 lidí ve věku 20-28 let, kdy v závěru muži i ženy hodnotili vztah s opačným pohlavím jako méně užitečný a loajální než s osobou stejného pohlaví. Zatímco očekávání spojená s přátelstvím mezi osobami stejného pohlaví byla pro obě pohlaví stejná, rozdílně se obě pohlaví vyjádřila k přátelství s opačným pohlavím. Muži popisovali přátelství se ženou jako silně připomínající přátelství s mužem, zatímco ženy popisovaly přátelství s mužem jako méně intimní a více společenské a zároveň neposkytující tolik porozumění.

## Historický kontext
Nejčastěji se se zmíněnou problematikou setkáme právě na pracovišti. Převaha mužů souvisí se společenskými normami a zvyky minulého století, kdy to byl právě muž, který pracoval, zatímco ženy dělaly to, co se od nich očekávalo, tj. nebyly výdělečně činné, vychovávaly děti a staraly se o domácnost. Muži tak byli v pracovním kolektivu obklopeni pouze příslušníky stejného pohlaví. A ve chvíli kdy započala společenská transformace a snaha o emancipaci žen, začaly se ženy hlásit o svá práva a začalo docházet ke kolizi zažitých norem se stále se zvyšující snahou žen dostat se na vedoucí pozice. Muži se ale dodnes, na základě zažitých vzorců chování, snaží většinou obklopovat opět pouze muži, a tak je pro ženy velmi obtížné získat práci, kde převažují muži (většinou se jedná o pozice s vyšší prestiží a vyšším platem) a/nebo usilovat o kariérní růst.

## Praktické příčiny a důsledky minoritního zastoupení žen v managementu
Díky studiím a výzkumům zabývající se genderovou segregací v organizacích se dá zjistit, že pouze 3,5% všech zaměstnaných žen zastává managerskou pozici, zatímco mužů je ve vedoucích pozicích více než dvojnásobek, tj. 8%.
Oblasti a pozice, kde ženy nejčastěji působí, taktéž nejsou identické: ženy se obvykle objevují na nižších a/nebo hůře placených řídících místech. V případě, že žena i muž vykonávají stejnou práci, žena je obvykle hůře finančně ohodnocena.
V souvislosti s bariérami, bránícími ženám jednodušeji pronikat na vyšší pozice, byl zaveden pojem „skleněný strop“ (glass ceiling). Pod tímto označením se skrývají neviditelné překážky, které si žena začne uvědomovat ve chvíli, kdy se uchází o vyšší post, lepší finanční ohodnocení a/nebo pracovní růst.
Těmito překážkami jsou:
- Společenské bariéry

Např. přístup ke vzdělání
- Informační bariéry

Např. nedostatečná informovanost o zastoupení žen
- Bariéra odlišnosti

Např. homosociální reprodukce a snaha vybírat sobě podobné
- Genderové rozdělení pracovního trhu

Muži mají vyšší postavení, zatímco ženy pouze méně významné pozice.
- „Old-boys network“

Muži mají mezí sebou neformální vztahy i mimo pracoviště = mají společné zájmy, jako je návštěva posilovny, hraní golfu a jiných mužských sportů atp., kam žena jen těžko proniká.
- Sexuální obtěžování

Muži se cítí ve svém postavení dominantními a snaží se demonstrovat svou sílu např. na roli „dobyvatele“. Tím může vznikat sexuální obtěžování a/nebo podceňování.
- Nedostatky v antidiskriminačních zákonech

Antidiskriminační zákony trpí nedostatečnou, neflexibilní a pomalou ochranou.

## Tokenismus
Tokenismus je označení jevu, kdy zástupce určité skupiny (např. pohlaví, rasy, národnosti) v daném společenství je jediný nebo početně vzácný.
Je tedy zřejmé, že tokenismus má s homosociální reprodukcí mnohé společné, protože v takovéto pozici se nejčastěji nacházejí právě ženy na vedoucích pozicích. Jejich ženskost je pak vnímána jako handicap a ony se ji tak snaží skrýt či potlačit (např. určitým „dress codem“ = tyto ženy nosí halenky, kostýmy a košile podobné těm pánským). Muži přesto ženám přisuzují stereotypní vlastnosti (jemnost, křehkost, malá výdrž) nezávisle na reálných schopnostech. Zdůrazňování těchto vlastností je taktéž využíváno jako argument proti postupu a kariérnímu úspěchu žen.
Jevy, které se k pozici tokenů a jejich vnímání v organizaci váží:
- Pozornost

Odlišnost přitahuje pozornost.
- Kontrast

Pozorovatel zveličuje rozdíly mezi tokeny a většinovou skupinou, přehlíží jejich shodné vlastnosti (např. vysoký pracovní výkon, znalosti) a zdůrazňuje odlišnosti (např. že žena je matka, hospodyně, nerozhodná, bez autority atp.).
- Tlak na výkon

Vlivem genderových stereotypů je výkon tokenů více a častěji kontrolován, protože většinová skupina má nedůvěru ve výkon tokenů.
- Asimilace

Čím více se dotyčná/ý snaží vyvrátit předsudky a dokázat nesprávnost pohledu většiny, tím více pozornosti na sebe poutá. Bývá tak jednodušší se přizpůsobit a nevyčnívat, čímž ovšem samy udržují společenské stereotypy a dále je reprodukují.

## Podobné stránky
- Gender
- Diskriminace
- Trh práce